# Winter (Lied)
Winter (auch bekannt als Winterland) ist die erste und einzige Singleauskopplung der deutschen Rockband Unheilig aus ihrer sechsten EP Große Freiheit – Winter Edition.

## Entstehung und Veröffentlichung
Die Erstveröffentlichung fand am 19. November 2010 in Deutschland und Österreich statt, in der Schweiz wurde die Single zwei Tage später am 21. November 2010 veröffentlicht. Geschrieben wurde das Lied von dem Grafen, produziert wurde es von Hendrik Kersten, Jens Rodenberg und Kiko Masbaum . Es existieren zwei verschiedene Cover, auf dem einen ist zu sehen, wie der Graf an einem Winterabend mit Vollmond aus einem Wald gelaufen kommt (Winter-Edition) und auf dem anderen ist nur ein kahler Baum zu sehen, der vor einer Bergkulisse steht (Winterland-Edition). Neben der Singleversion ist als B-Seite (sowohl bei Winterland als auch bei Winter) auch eine 5:17 Minuten lange Pianoversionen des Liedes enthalten.

## Titeländerung
Vielen ist das Lied auch unter dem Namen „Winterland“ bekannt, dies war nämlich der ursprüngliche Name der Single, bei der Videopremiere hieß der Song noch Winterland, auch auf der Internetseite wurde das Lied unter diesem Namen beworben, doch nach etwa zwei Wochen wurde die Single nur noch unter dem Namen Winter verkauft. Grund dafür war eine juristische Auseinandersetzung mit der aus Kaiserslautern stammenden Band Winterland, die dieses Kunstwort seit 1998 beim Patentamt als Marke angemeldet hat. Auch das ursprüngliche Cover der Unheilig-CD, ein einzelner blattloser Baum in einer Winterlandschaft, erinnerte stark an ein Cover der Band Winterland. Nach einem Briefwechsel der Anwälte der beiden Bands unterzeichnete die Plattenfirma von Unheilig eine Unterlassungserklärung; daraufhin wurde der Titel umbenannt und das Cover-Motiv verändert.

## Inhalt
Im Lied werden die schönen und positiven Seiten der Winterzeit beschrieben. Auf einer Seite wird die schöne Winterlandschaft beschrieben und auf der anderen Seite die Wärme der Menschheit, die in der Winterzeit zusammenrückt.

## Musikvideo
Premiere des Musikvideos war Anfang November und zu sehen ist wie ein kleiner Junge allein eine Winterlandschaft in seinem Zimmer baut. Abwechselnd dazu ist zu sehen, wie der Graf durch diese, von dem kleinen Jungen erbaute Winterlandschaft, läuft und dazu das Lied singt. Regie bei dem Video führte Markus Gerwinat.

## Mitwirkende
- Arnon Zlotnik: Counter Tenor
- Bianca Kramer: Chor
- Christian Wunderlich: Chor
- Claudio Pagonis: Chor
- Der Graf: Chor, Gesang, Musik, Perkussion, Piano, Programmierung, Schlagzeug, Text
- Hendrik Kersten: Produzent
- Jens Rodenberg: Produzent
- Kiko Masbaum: Bass, Gitarre, Mischung, Piano, Percussions, Produktion, Programmierung, Schlagzeug
- Kölner Jugendchor St. Stephan: Chor
- Lucky Kids unter der Leitung von Michael Kokott: Chor
- Lukas Kenfenheuer: Knabenstimme
- Martin Fliegenschmidt: Chor
- Sascha "Busy" Bühren: Gemastert

## Kommerzieller Erfolg

### Chartplatzierungen
Winter erreichte in Deutschland in der ersten Woche Platz 4 der Singlecharts. Das Lied konnte sich insgesamt drei Wochen dort halten, in den Top 10 blieb es acht Wochen. In Österreich stieg die Single auf Position 32 der Charts ein, konnte sich aber bis in die Top 10 hocharbeiten, wo es sich eine Woche auf Platz acht hielt. In der Schweiz stand das Lied zwei Wochen in den offiziellen Singlecharts und erreichte Position 64.
In Deutschland ist es (nach Geboren um zu leben und Unter deiner Flagge) der zweite Top-5- und der dritte Top-10-Erfolg von Unheilig innerhalb eines Jahres. In Österreich ist es nach Geboren um zu leben der zweite Top-10-Erfolg.
| ChartsChartplatzierungen | Höchstplatzierung | Wochen |
| ------------------------ | ----------------- | ------ |
| Deutschland (GfK)        | 4 (20 Wo.)        | 20     |
| Österreich (Ö3)          | 6 (16 Wo.)        | 16     |
| Schweiz (IFPI)           | 64 (2 Wo.)        | 2      |

| ChartsJahrescharts (2010) | Platzierung |
| ------------------------- | ----------- |
| Deutschland (GfK)         | 42          |

| ChartsJahrescharts (2011) | Platzierung |
| ------------------------- | ----------- |
| Deutschland (GfK)         | 100         |

### Auszeichnungen für Musikverkäufe
| Land/Region        | Auszeichnungen für Musikverkäufe (Land/Region, Auszeichnung, Verkäufe) | Verkäufe |
| ------------------ | ---------------------------------------------------------------------- | -------- |
| Deutschland (BVMI) | Gold                                                                   | 150.000  |
| Insgesamt          | 1× Gold ·                                                              | 150.000  |